# Grisaille

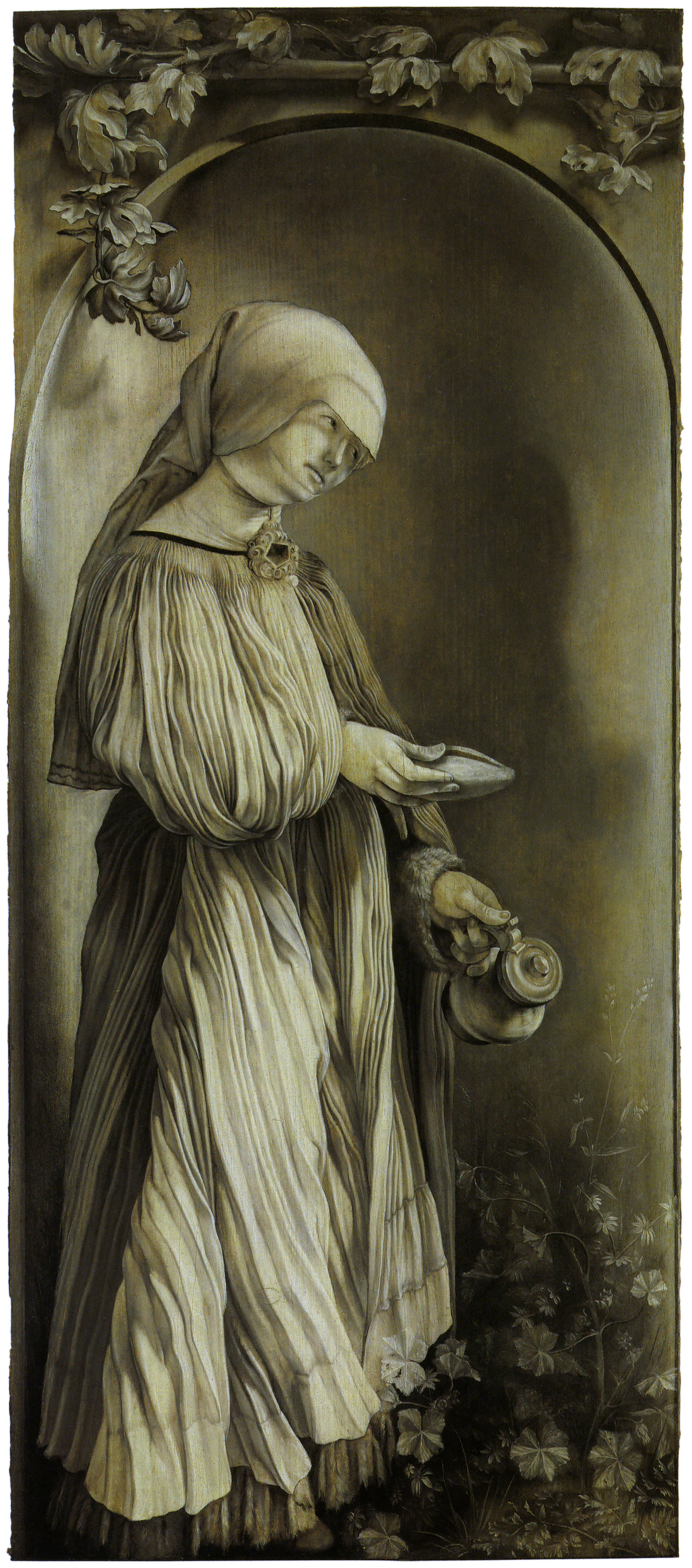
Standflügel des Helleraltars von Matthias Grünewald, ausgeführt in Grisaille, Staatliche Kunsthalle Karlsruhe

Als Grisaille (französisch für Eintönigkeit, abgeleitet von französisch gris ‚grau‘) bezeichnet man eine Malerei, die ausschließlich in Grau, Weiß und Schwarz ausgeführt ist. Bei anderen hell oder dunkel abgetönten Farben spricht man von monochromer Malerei (franz. Camaieu). Sie beruht auf reiner Schattenwirkung. Eine Form der Grisaille findet auch in der Glasmalerei Verwendung. In den Niederlanden wird diese Technik auch penschilderij oder auch pentekening genannt.

## Verwendung und Geschichte
Grisaille ist eine Technik, die insbesondere in der mittelalterlichen Tafelmalerei verwendet wurde. Ein Beispiel dafür ist der Heller-Altar, der von Matthias Grünewald und Albrecht Dürer gemalt wurde. Von Grünewald stammen die Standflügel, auf denen die Heiligen, in Grisaille gemalt, wie Skulpturen in Wandnischen wirken.
In der Lasurtechnik wird eine erste Schicht in Grisailletechnik verwandt, um die Formen und das Licht in einem Gemälde unabhängig von der späteren Farbgebung zu beschreiben und festzuhalten. Nach dem Trocknen dieser ersten Schicht wird in transparenten Schichten die Grisailleschicht eingefärbt, so dass Licht auf den Formen und Farbgebung getrennt voneinander erarbeitet werden. Um realistischere Farbtöne der menschlichen Haut wiederzugeben, wurde in der Malerei der Renaissance bei figürlichen Darstellungen auch eine monochrome hellgrüne erste Farbschicht genutzt, was dieser Variante den Namen Verdaccio gab. Damit entspricht diese Maltechnik dem typischen Hautton, welcher ohne das Durchscheinen darunterliegender feiner Äderungen der Blut- und Lymphgefäße leblos wirken würde.
Ein bekanntes Beispiel für Grisaillemalerei ist Johannes der Täufer predigend von Rembrandt in den Staatlichen Museen zu Berlin – Preußischer Kulturbesitz, entstanden um 1634/35. Im 20. Jahrhundert zeigten Pablo Picassos Guernica und Gerhard Richters 18. Oktober 1977 eine moderne Verwendung dieser Form der Malerei.
In der Barockzeit war Grisaille-Malerei unter anderem typisch für die ornamentale Ausschmückung reformierter Kirchen, da sie im Gegensatz zu polychromer Malerei oder Stuckaturen dem zwinglianischen Schlichtheitsgebot entspricht. Bekannte Beispiele hierfür sind die Kirche Gränichen oder die Kirche Bätterkinden. Daneben waren Grisaille-Arabesken und sonstige ornamentale oder figurale Motive auch in katholischen Kirchen und Klöstern verbreitet.
Grisaille-Technik in Aquarell- und Gouachemalerei fand auch noch Ende 19. und Anfang 20. Jahrhundert Anwendung, vor allem in der Landschaftsmalerei als Druckvorlagen für Schwarz-Weiß-Buchdruck, da es Farbdruck hierfür noch nicht oder nur als Lithographien gab, so z. B. für die Abbildungen in den Alpenvereins-Jahrbüchern und Zeitschriften wie Illustrierte Welt. Ausführende waren durchaus namhafte Künstler wie Zeno Diemer und E. T. Comton.

## Glasmalerei

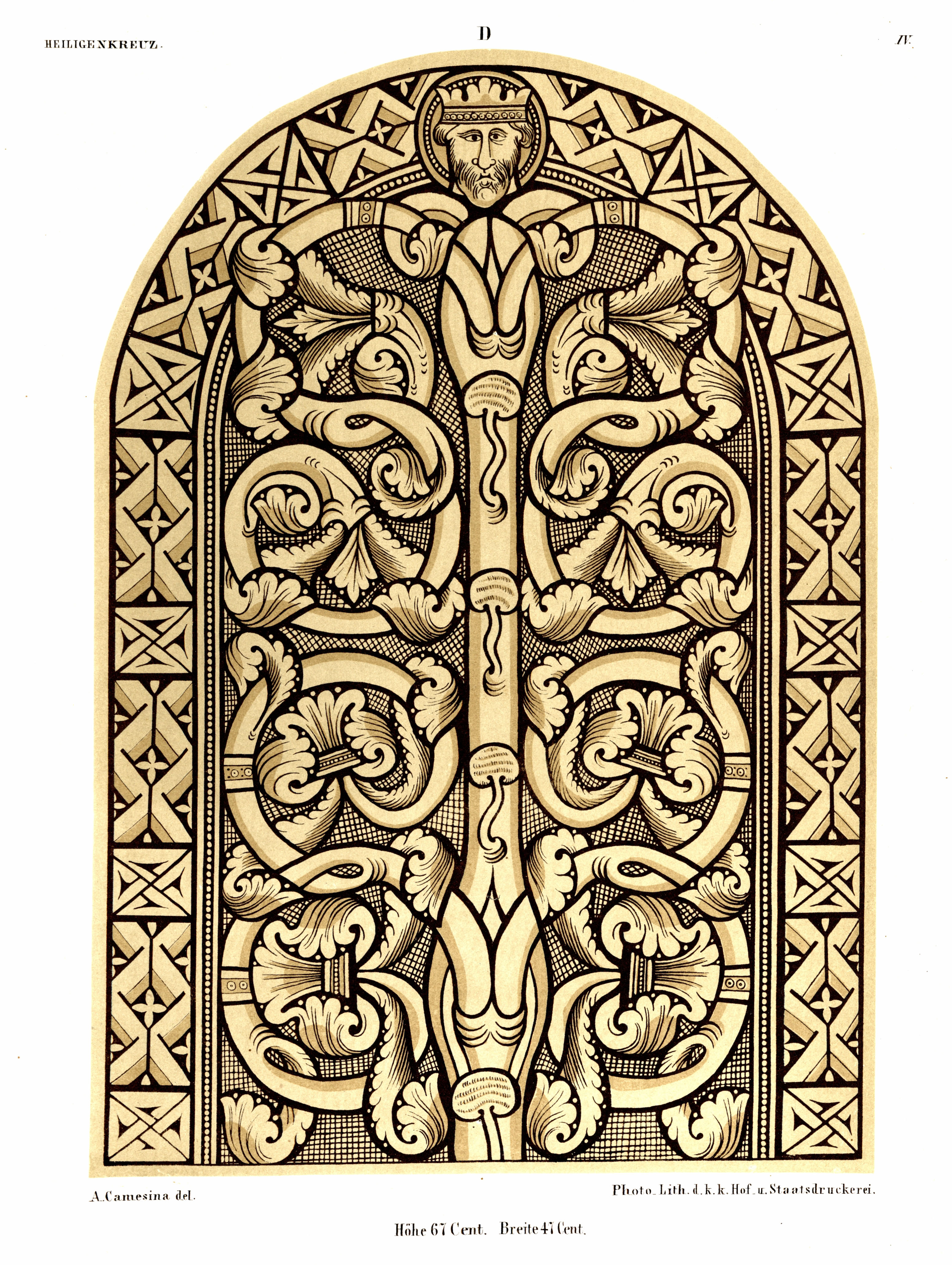
Grisaille-Motiv im Kreuzgang Stift Heiligenkreuz

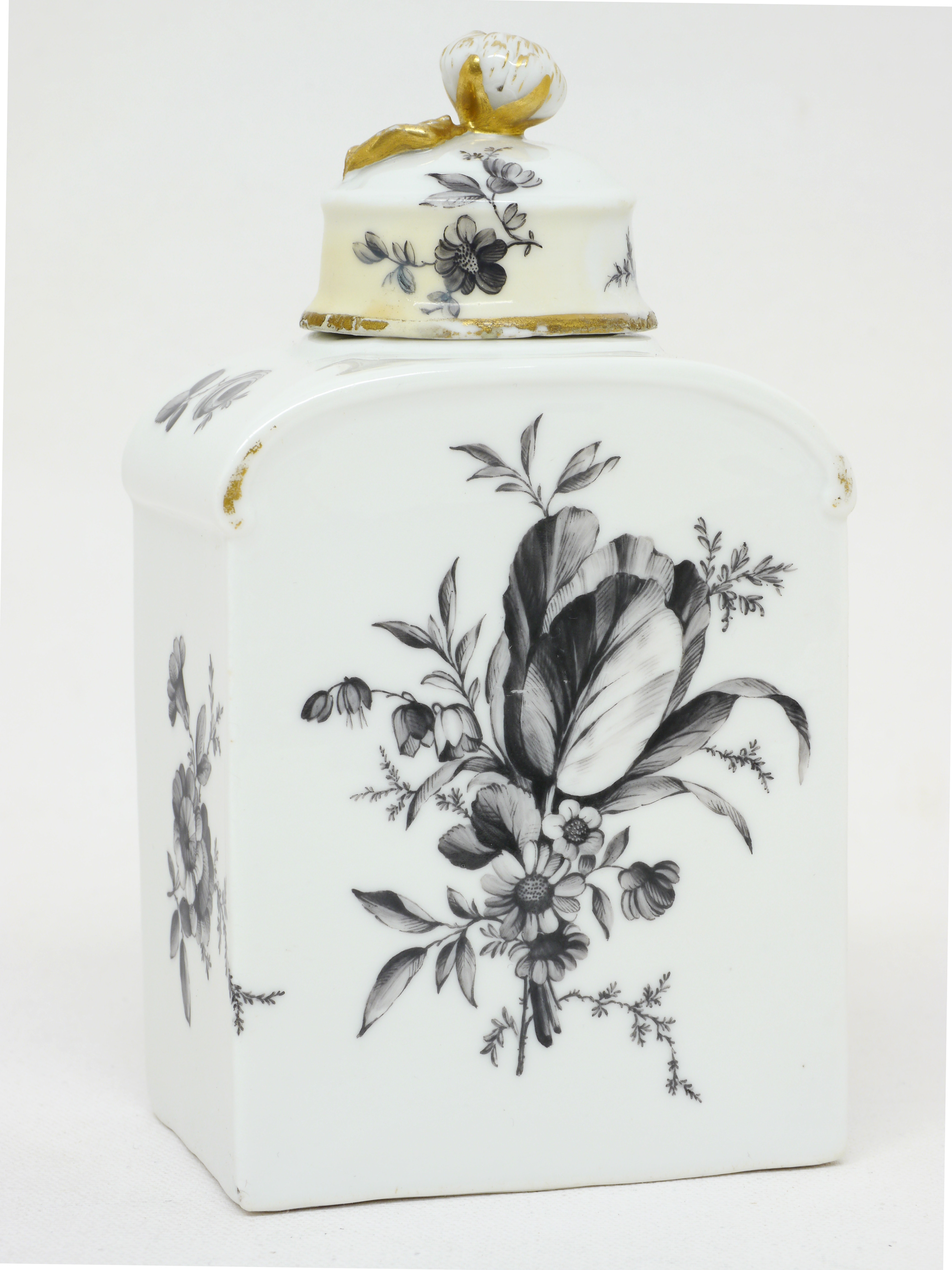
Grisaille-Malerei auf einer Tee-Dose, um 1768

Um für die Fenster ihrer Klosterbauten trotz der Anweisung ihres Generalkapitels zur schlichten Gestaltung eine dennoch ansprechende Ästhetik zu erreichen, nutzten die Mönche des Zisterzienserordens vielfach die Grisailletechnik. Das zentrale Generalkapitel des Ordens gab den Klöstern für die Fenster klare Regeln vor: Sie sollten weiß, ohne Kreuze und ohne die üblichen farbigen Abbildungen biblischer Figuren gestaltet werden. Die Ordensbrüder einiger Klöster entwickelten aus der Grisailletechnik ihren eigenen Stil, indem sie weiß-milchige Scheiben mit verschiedensten Formen pflanzlicher Ornamente wie Ranken und Blattwerk bemalten (siehe Abschnitt Grisailletechnik im Artikel Kloster Lehnin).

## Porzellanmalerei
Der Begriff Grisaille-Malerei, auch Schwarzlotmalerei genannt, wird in der Porzellanmalerei als Fachbegriff für Malereien nur in Grau-Tönen verwendet.

## Galerie

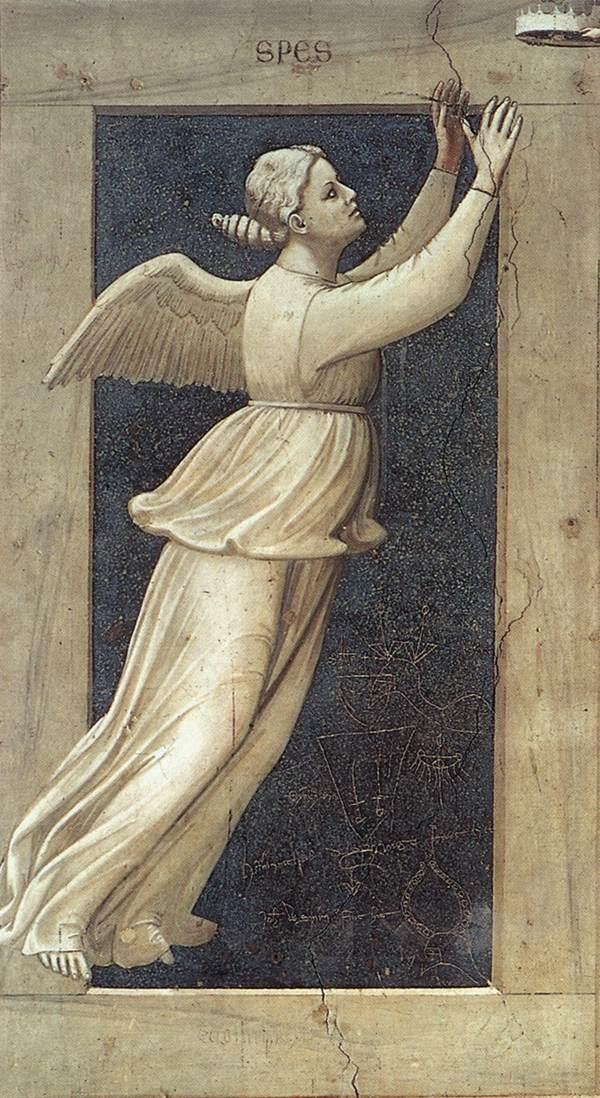
Fresko aus dem Tugenden-Zyklus von Giotto in der Cappella degli Scrovegni, Padua, 1305.
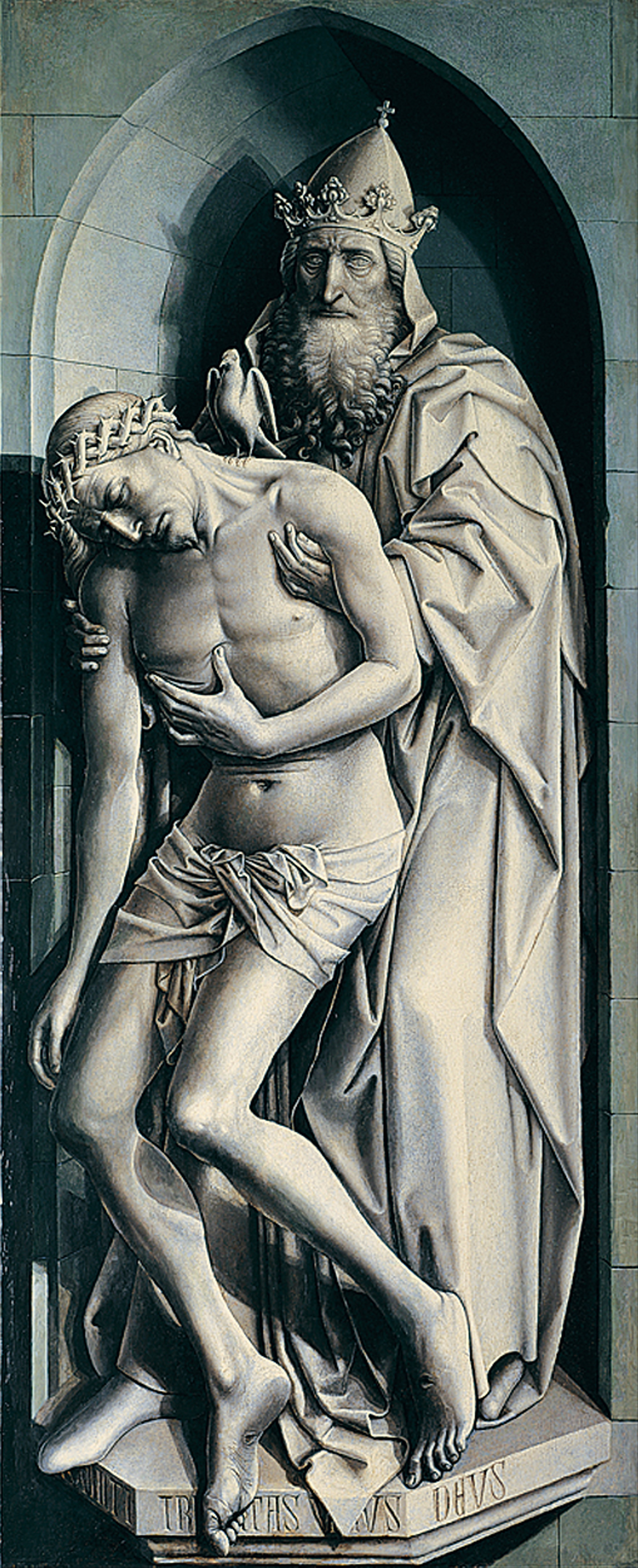
Meister von Flémalle: Gnadenstuhl, ca. 1428, Städelsches Kunstinstitut
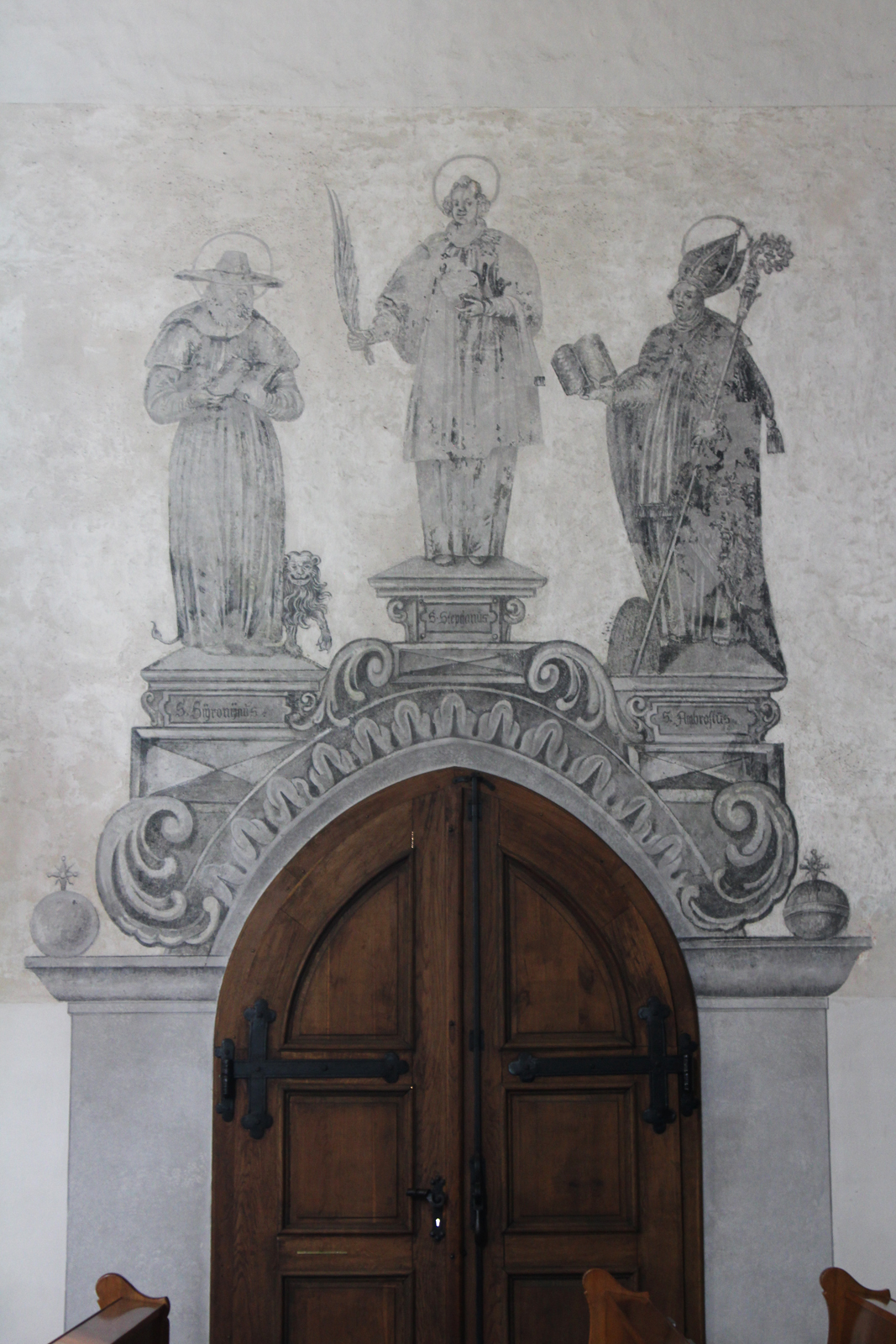
Frühbarocke Portalmalerei an der Kirche Altheim, um 1600.
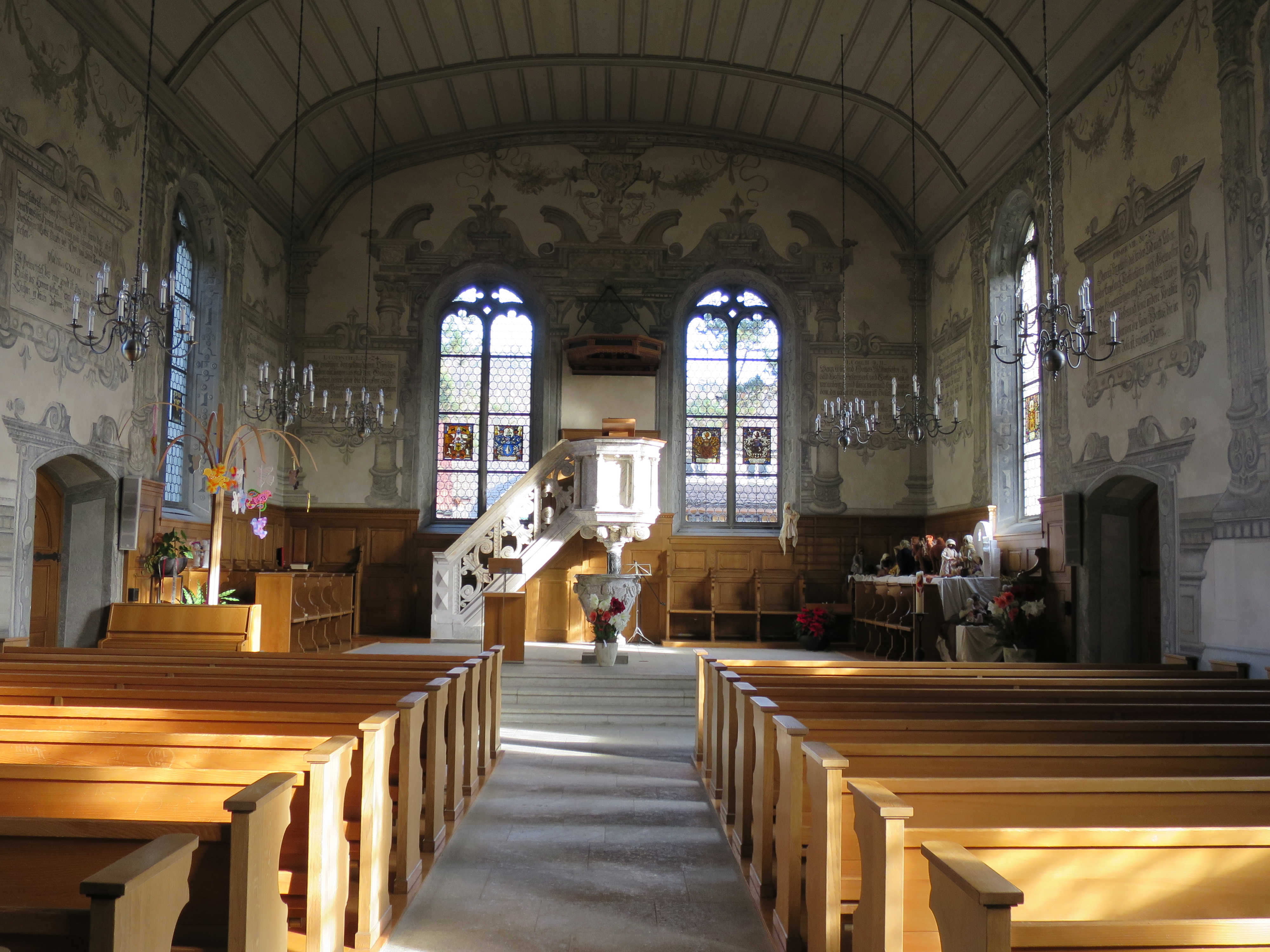
Ausmalung der Kirche Gränichen, 1663.
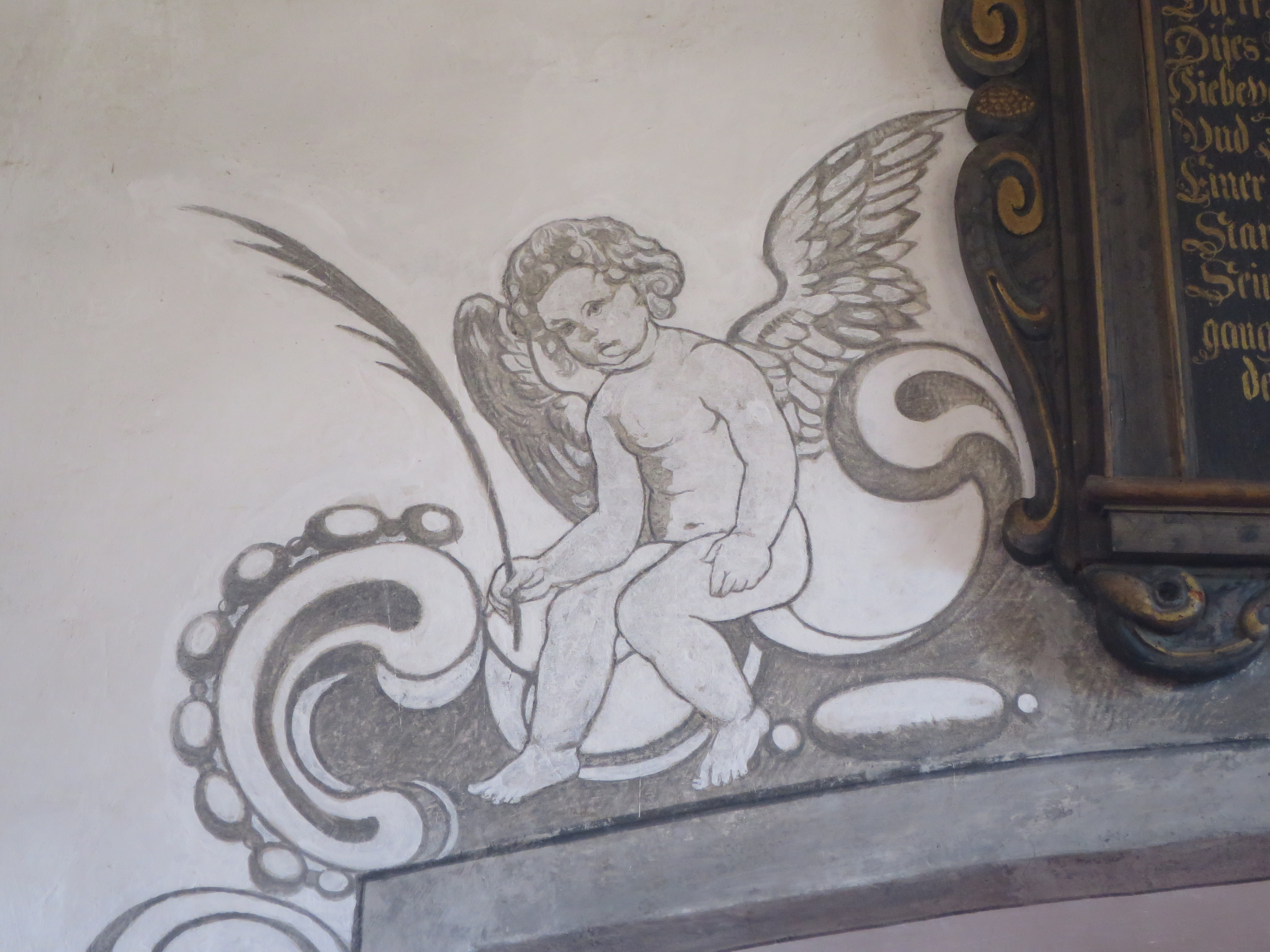
Ohrmuschelstil-Grisaille in der Kirche Wintersingen, 1676.
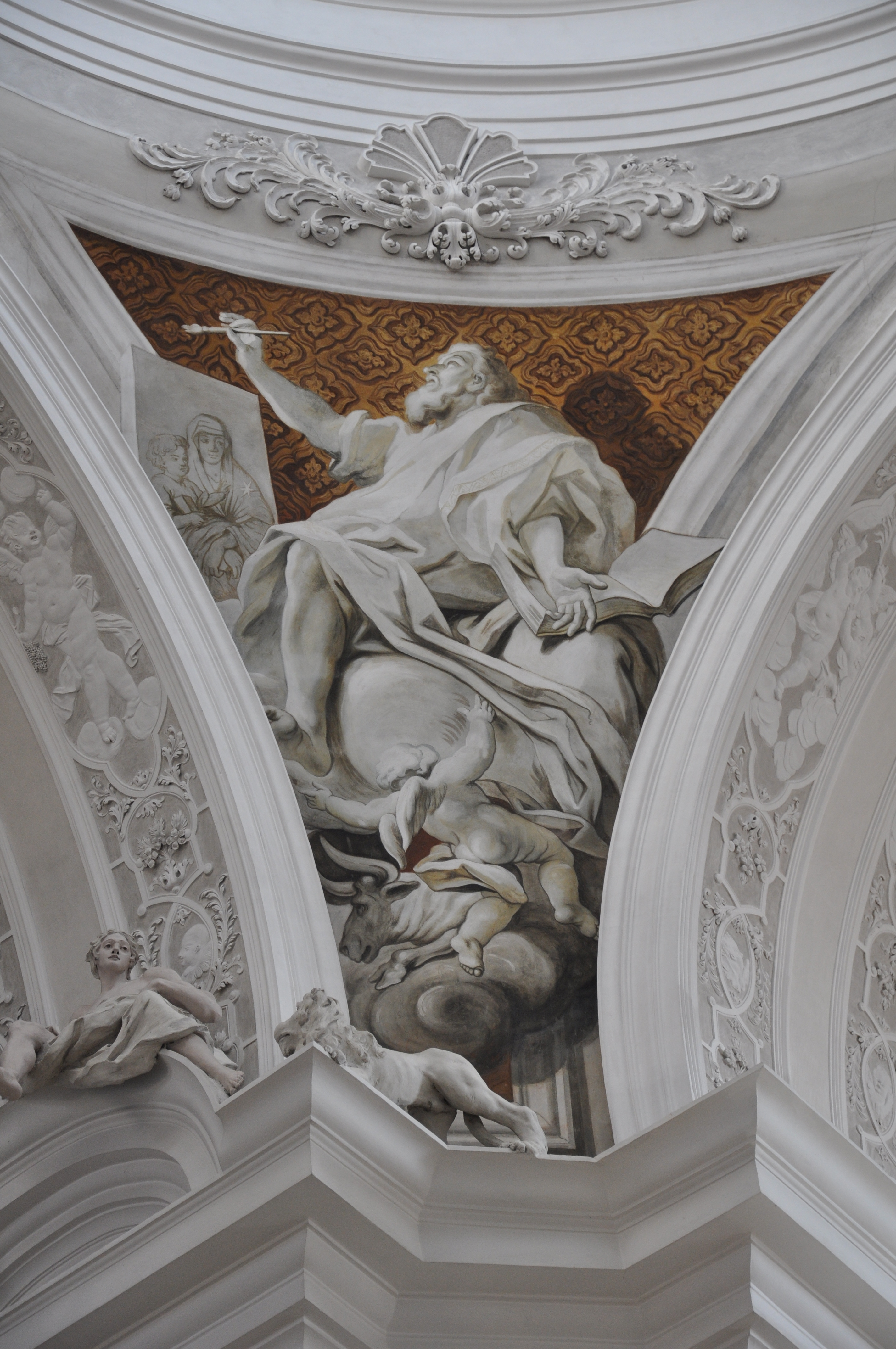
Evangelistenportrait im Gewölbezwickel der Basilika Weingarten von Cosmas Damian Asam, 1720.
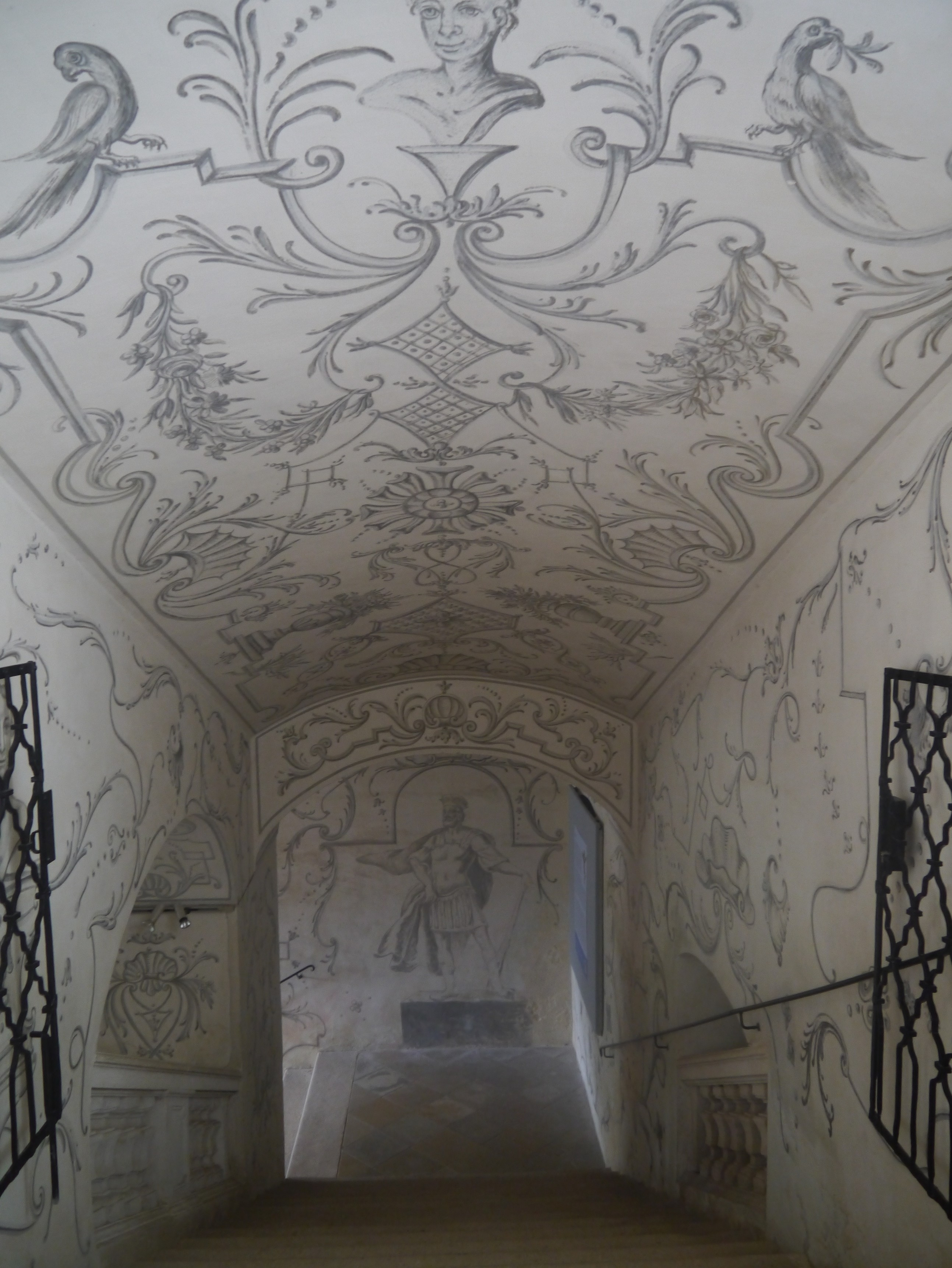
Malereien im Treppenhaus zur Krypta von Stift Altenburg, 1746.
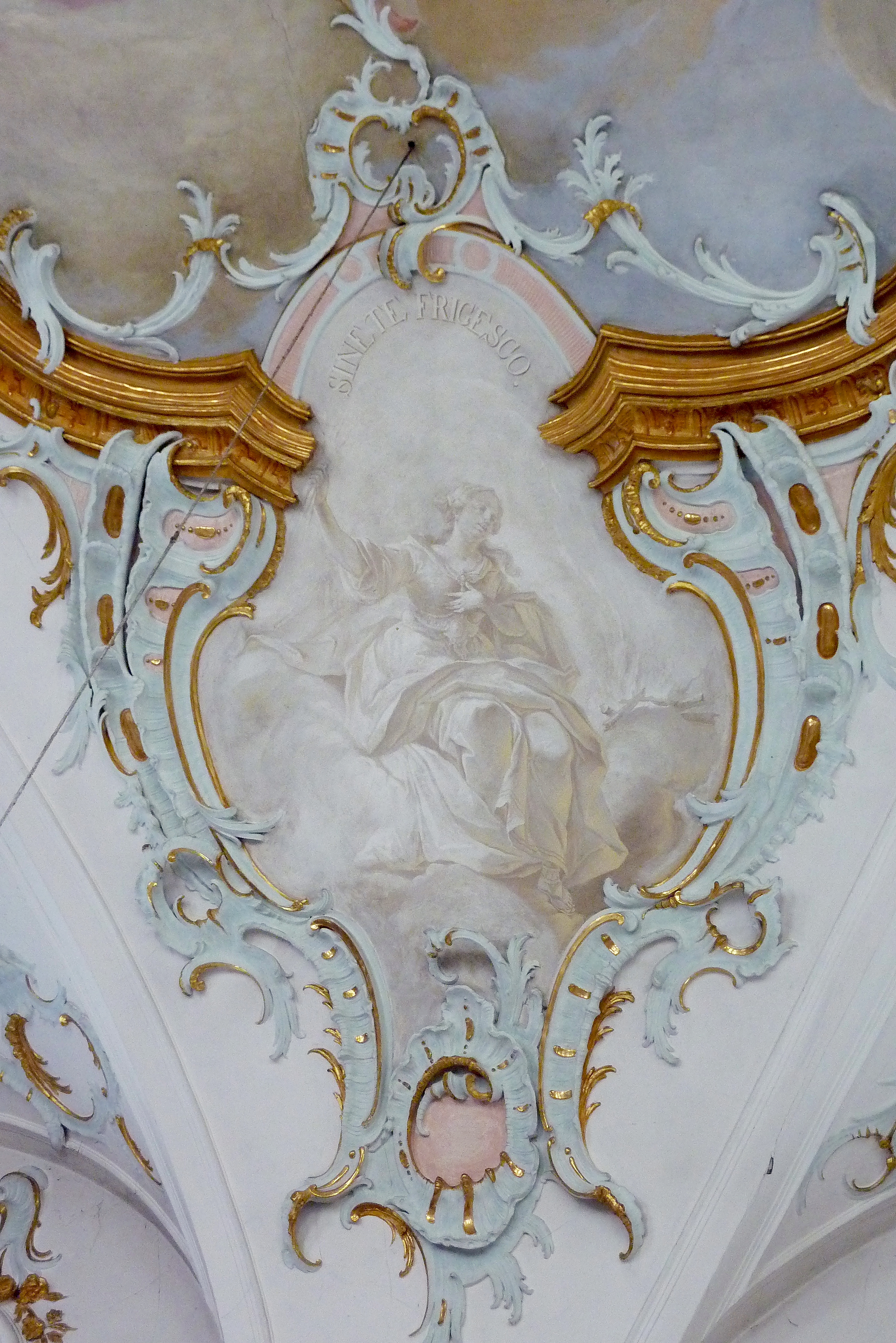
Rokoko-Kartusche mit Grisaille in der Kirche Gottmannshofen, 1763.
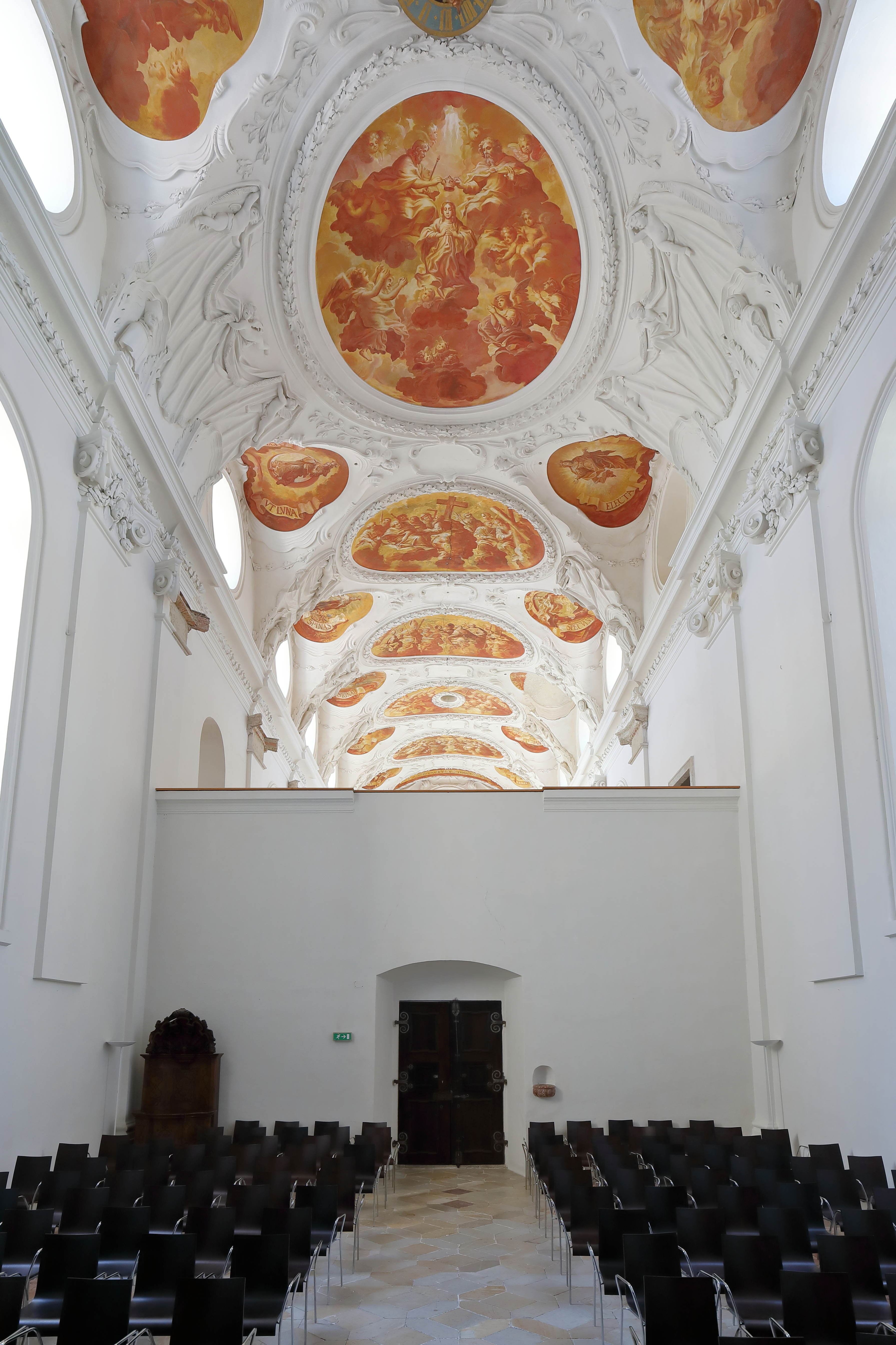
Grisaillenmalerei an der Decke der ehemaligen Klosterkirche der Kartause Mauerbach, Ende 17. Jh.
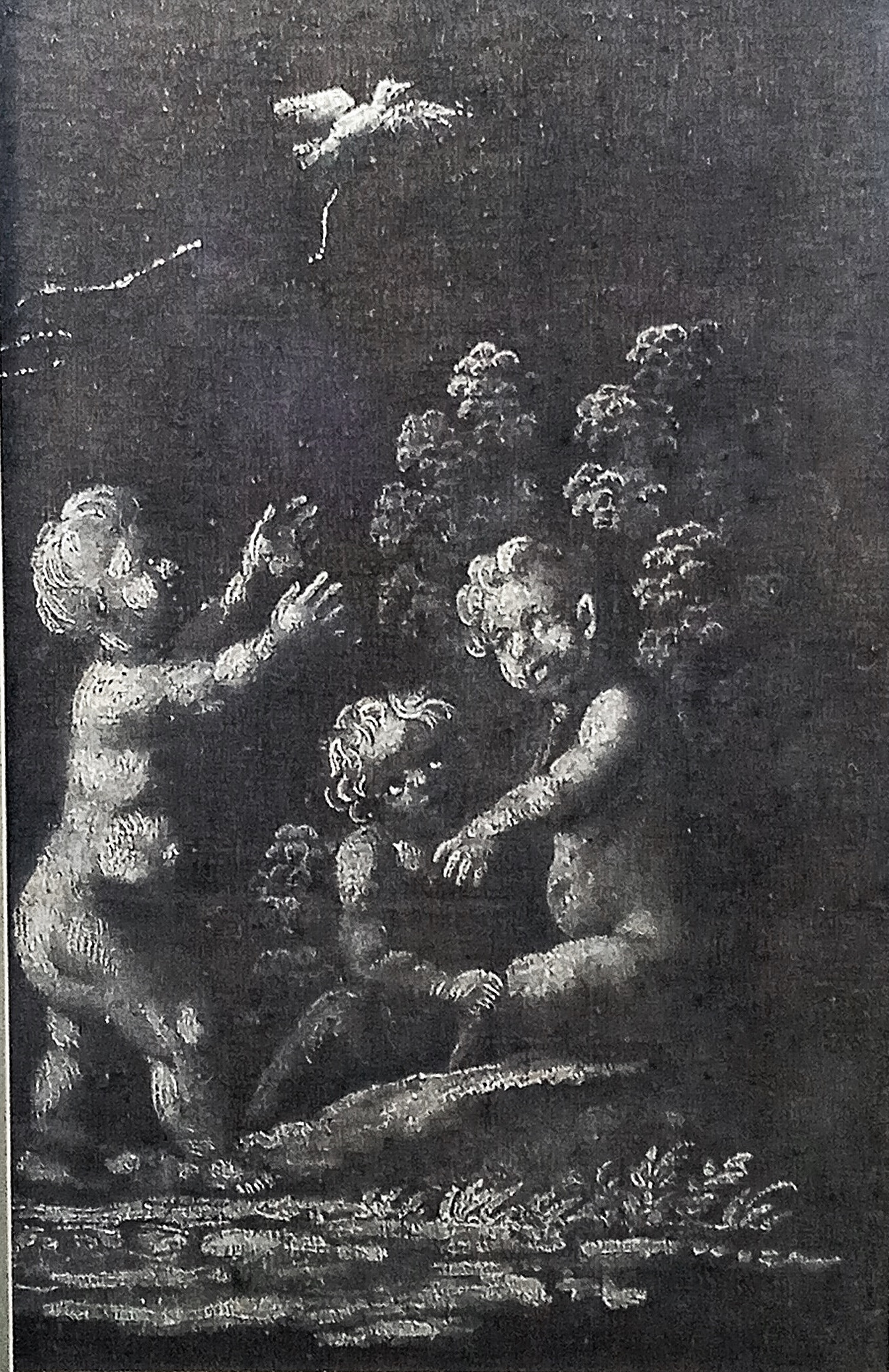
Putten in Grisaillemalerei, auf Leinen, 18. Jahrh., Museum Grünstadt